# Metalus Hammerus Rex
Metalus Hammerus Rex — druga składanka zespołu Sabaton.

## Lista utworów
1. "Carolus Rex" (4:53)
2. "Swedish Pagans" (4:13)
3. "White Death" (4:10)
4. "Ghost Division" (3:51)
5. "Attero Dominatus" (3:43)
6. "Primo Victoria" (4:10)
7. "Cliffs of Galipolli" (5:51)
8. "40:1" (4:10)
9. "Hellrider" (3:42)
10. "Harley from Hell" (3:50)